# Aphanicerca lyrata
Aphanicerca lyrata är en bäcksländeart som beskrevs av Barnard 1934. Aphanicerca lyrata ingår i släktet Aphanicerca och familjen Notonemouridae. Inga underarter finns listade i Catalogue of Life.